# Larry Bryggman
Arvid Laurence „Larry” Bryggman (ur. 21 grudnia 1938 w Concord) – amerykański aktor.

## Życiorys
W 1962 trafił na off-Broadway jako Tallahassee w sztuce A Pair of Pairs u boku Conrada Baina. W 1974 zadebiutował na Broadwayu w spektaklu Ulysses in Nighttown.
Jego powszechna popularność zaczęła się wraz z rolą doktora Johna Dixona w operze mydlanej CBS As the World Turns, za którą grał od 18 lipca 1969 do 14 grudnia 2004; za rolę dostał dwie nagrody Daytime Emmy Award dla najlepszego aktora w serialu dramatycznym w 1984 i 1987.
W 2005 za rolę sędziego w przedstawieniu Davida Mameta Romans otrzymał nagrodę Obie i Richard Seff Award.
Był trzykrotnie żonaty, z trzecią żoną, Tracey Hanley jest do dziś. Z pierwszą i trzecią żoną ma po dwoje dzieci.

## Filmografia
- 1956: As the World Turns – dr John Dixon
- 1975: Strike Force – farmaceuta
- 1979: ...i sprawiedliwość dla wszystkich – Warren Fresnell
- 1982: Hanki Panki, czyli ważna sprawa – Stacy
- 1995: Szklana pułapka 3 – inspektor Walter Cobb
- 1996: Sposób na Szekspira – Lord Stanley
- 1999: Prawo i bezprawie – pan Rowan (gościnnie)
- 2008: Side by Each – Salty